# Capo-sbarra
Capo-sbarra è un termine utilizzato in araldica per indicare l'unione di un capo e di una sbarra quando ambedue le pezze sono dello stesso smalto.

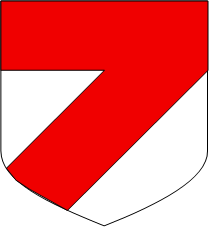
d'argento, al capo-sbarra di rosso